# Codex coloniaux du Mexique

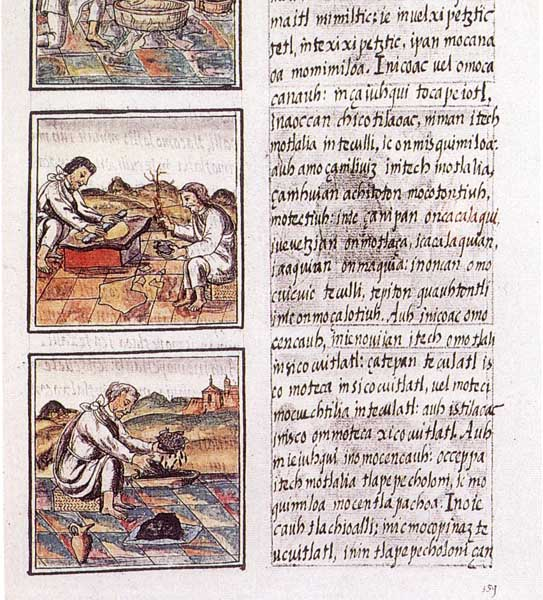
Les codex coloniaux reflètent le processus de métissage culturel qui s'est forgé après la conquête espagnole du Mexique. Les indigènes apprennent les techniques de peinture européenne et l'alphabet latin, mais retranscrivent l'information dans leurs propres langues et continuent à utiliser les ressources stylistiques anciennes. Page 51 du Codex de Florence, provenant du centre du Mexique, première moitié du XVI.

Les codex coloniaux du Mexique sont un ensemble de manuscrits illustrés produits à l'époque coloniale, principalement entre le XVIe siècle et le XVIIIe siècle, dans la région correspondant au Mexique actuel. Rédigés en grande partie par des scribes et illustrateurs autochtones sous la supervision des autorités coloniales espagnoles, ces documents constituent des témoignages uniques sur l'histoire, la culture, la religion et les systèmes sociaux des peuples mésoaméricains après la conquête espagnole. Les codex coloniaux se distinguent des codex précolombiens en intégrant des influences européennes, tout en préservant des éléments visuels et linguistiques indigènes.
Conçus pour répondre à divers besoins, tels que l'évangélisation, la fiscalité et la documentation des terres, les codex coloniaux offrent une précieuse vision de la société coloniale mexicaine et des interactions entre les cultures espagnole et autochtone. Ces manuscrits sont devenus des sources historiques et ethnographiques essentielles pour l'étude de l'Amérique latine coloniale, permettant de mieux comprendre les dynamiques de résistance et d'adaptation des communautés indigènes sous le régime colonial.

## Aperçu historique
L'implantation d'une nouvelle religion et l'introduction des normes culturelles des Européens parmi les indigènes ont produit un métissage culturel qui se reflète dans les registres historiques indigènes. Les codex réalisés pendant la colonisation dans le territoire qui appartient actuellement au Mexique - tant dans les années précédant l'établissement de la vice-royauté de la Nouvelle-Espagne que pendant la période de la vice-royauté elle-même - ont non seulement adopté l'alphabet latin - qui, dans de nombreux cas, a servi à enregistrer les langues indigènes - mais aussi les matériaux et le style iconographique. Cependant, le processus d'incorporation de ces éléments s'est réalisé progressivement et n'a pas été total jusqu'aux dernières années de la colonisation. Tous les documents indigènes et mestizos réalisés entre les XVIe siècle et XVIIIe siècle en Nouvelle-Espagne incorporent des thèmes indigènes et tentent d'adapter l'iconographie mésoaméricaine à la sensibilité européanisante de la société néo-espagnole.
La grande majorité des codex coloniaux mexicains a été réalisée dans les territoires actuels des États du centre de la République mexicaine. Contrairement à ce qui s'est passé avec les codex préhispaniques, les coloniaux sont beaucoup plus nombreux dans les collections des bibliothèques mexicaines, par exemple, la bibliothèque nationale d'anthropologie et d'histoire (es) de Mexico compte plusieurs dizaines de codex coloniaux. Certains documents pictographiques constituent même la partie centrale de l'identité des peuples qui les conservent, de sorte que dans certains cas, ils sont l'objet d'un culte religieux. Il est notable le cas des codex zapotèques de San Lucas Yataú et Yatini appartenant à des communautés indigènes de l'État d'Oaxaca, qui ont été déposés pour leur conservation à la bibliothèque nationale d'anthropologie et d'histoire il y a des décennies, et les autorités du village réalisent encore des visites périodiques pour voir leur document et vérifier sa bonne conservation dans la section des codex de l'institution.

## Usages et fonctions des codex coloniaux
Les codex coloniaux du Mexique ont été élaborés pour répondre à de multiples objectifs administratifs et religieux pendant la période coloniale. Ces documents jouaient un rôle crucial dans la gestion du territoire et l'organisation de la société coloniale.
Les missionnaires utilisaient ces codex comme outils pédagogiques pour l'enseignement du christianisme aux populations autochtones. Ils combinaient souvent des éléments picturaux traditionnels préhispaniques avec des symboles chrétiens pour faciliter la compréhension des concepts religieux. Ils servaient également d'instruments de contrôle fiscal essentiels à l'administration coloniale. Ils répertoriaient les tributs dus par les communautés indigènes, établissaient des recensements de population et consignaient les registres de paiement. Ces documents permettaient aux autorités coloniales de maintenir un système fiscal efficace et de suivre les contributions des différentes régions. Et enfin, ils jouaient un rôle essentiel dans la gestion des terres coloniales. Ils servaient à la délimitation des territoires et à l'enregistrement des propriétés terriennes. Ces documents étaient régulièrement consultés lors de litiges fonciers, que ce soit entre communautés indigènes ou entre Espagnols et populations autochtones. Leur valeur juridique était reconnue par les tribunaux coloniaux qui s'y référaient pour résoudre les conflits territoriaux.

## Les auteurs
Les auteurs des codex coloniaux du Mexique sont pour la plupart des indigènes inconnus, qui élaboraient les pictographies dans leur localité d'origine. Certains codex ont été élaborés par des indigènes éduqués par les missionnaires ou dans les écoles pour nobles établies dans diverses parties de la Nouvelle-Espagne. Parmi ces établissements se trouvait le collège de la Sainte Croix de Tlatelolco (es), où a été réalisé - entre autres codex notables - le Codex Badiano et se sont formés des personnages comme Fernando Alvarado Tezozómoc, Fernando de Alva Cortés Ixtlilxochitl et Chimalpahin Cuauhtlehuanitzin. Contrairement aux codex préhispaniques, les codex coloniaux incorporent parfois des informations sur leurs auteurs. C'est pourquoi nous savons que le Codex Badiano a été réalisé par le Xochimilca Juan Badiano avec des informations de Martín de la Cruz ou que le Codex de Huichapan est l'œuvre de Juan de San Francisco. Cependant, les documents d'auteurs connus sont une exception, car la majorité des documents pictographiques sont anonymes. Les documents réalisés dans les premières années après la conquête représentent une transition dans laquelle l'iconographie indigène se mélange avec l'européenne, il est donc très probable que pendant cette période, les tlacuilos des anciens peuples aient été les auteurs des codex.

## Matériaux

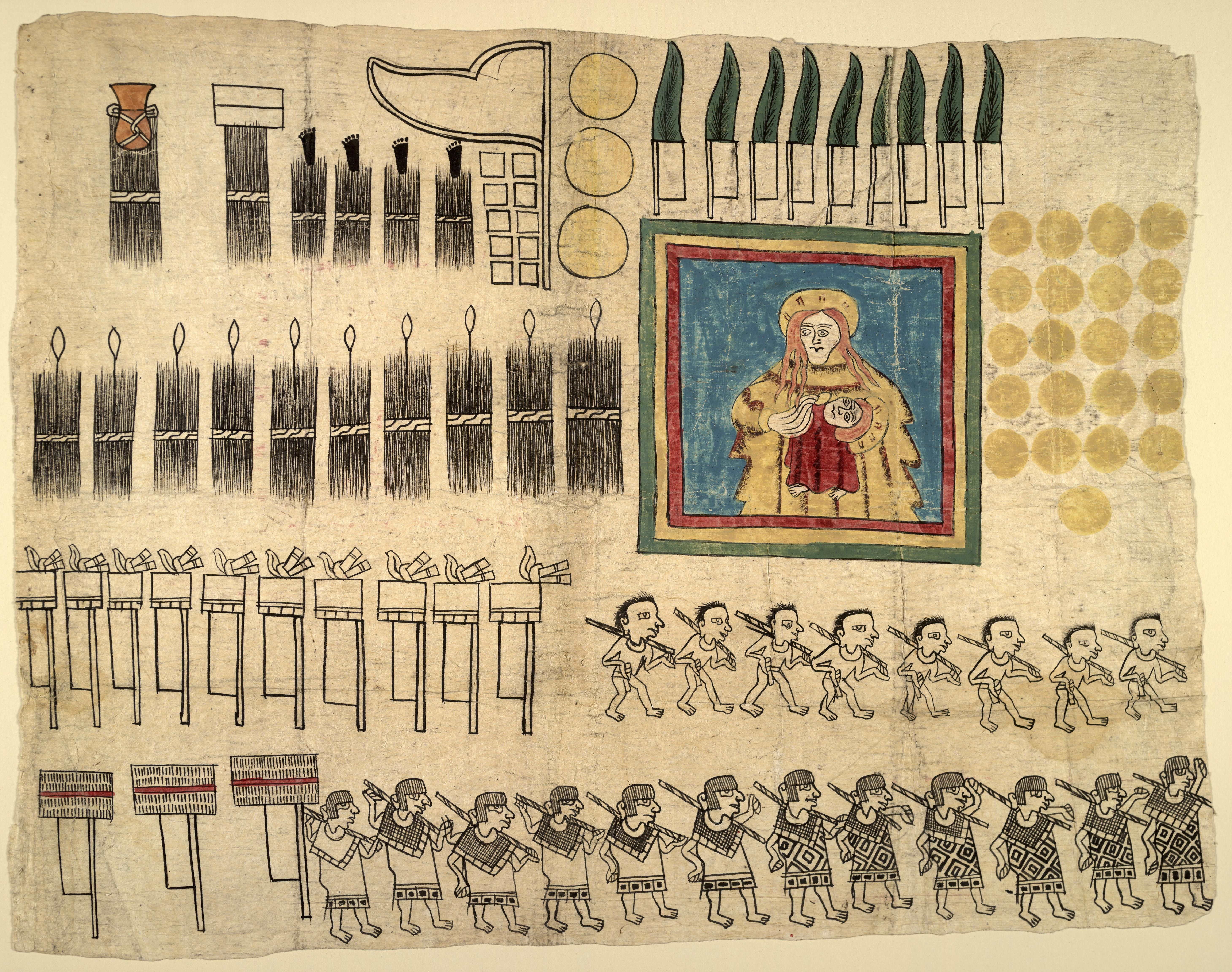
Certains codex, comme celui de Huexotzinco, ont été réalisés sur du papier d'amate. Le ', provenant de l'ouest de Puebla (Mexique), 1531.

Aussi en ce qui concerne les matériaux avec lesquels les codex de l'époque coloniale ont été confectionnés, il y a eu une continuité qui relie ces documents à l'époque préhispanique. La grande nouveauté est le papier européen, bien que le fait qu'il s'agissait d'un produit coûteux et qu'il devait être importé de l'extérieur a fait qu'un grand nombre de codex coloniaux ont été réalisés en matériaux d'origine précolombienne. Le papier d'amate, en raison de sa résistance et de son accessibilité, est resté l'un des supports préférés pour la réalisation des codex. Un autre très courant est les toiles tissées de coton ou de maguey. Dans une moindre mesure, les peaux d'animaux ont également servi de supports.

## Formats
Les formats connus pendant l'époque préhispanique ont continué à être utilisés pendant la colonisation. Plusieurs des codex coloniaux conservés sont des paravents ou des bandes de quelque support approprié pour le cas, en particulier le papier d'amate et dans une moindre mesure de peau. À ceux-ci s'ajoutent les lienzos, qui consistent en une grande pièce de tissu, de dimensions variables et tissées de coton ou de fibres plus dures. Les mapas étaient un autre format, semblable par ses caractéristiques au lienzo, sauf que ceux-ci sont faits de papier - d'amate ou européen - ou de peau d'animal. Enfin, le livre cousu à la manière européenne est apparu au XVIe siècle. Il convient de noter que dans certains cas, le format du codex fait partie du nom sous lequel il est connu. Dans ce cas, on trouve le Rouleau Selden, la Bande de Tepechpan, le Lienzo de Tlaxcala ou la Carte de Coatlinchan.

## Thématique
Les codex préhispaniques ont été systématiquement détruits car ils étaient considérés comme dangereux dans le cadre de la christianisation entreprise parmi les indigènes mésoaméricains. Cependant, au XVIe siècle, certains documents ont été réalisés qui sont des copies d'anciens codex préhispaniques ou qui ont pu être réalisés grâce aux informations de anciens sages qui ont survécu à la conquête. L'un des plus connus est le Tonalamatl Aubin, originaire du centre du Mexique, qui, en raison de sa thématique, est parfois inclus parmi les codex nahuas préhispaniques. D'autres codex coloniaux, comme le Codex Telleriano-Remensis, incorporent des informations sur la mythologie, les rites et le calendrier des anciens Mésoaméricains.